# Olejnička (rostlina)
Olejnička (Lallemantia) je malý rod rostlin z čeledi hluchavkovitých. Zahrnuje 5 druhů, všechny se vyskytují v jihozápadní a centrální Asii, některé jsou využívány jako léčivé a technické rostliny. Rod je pojmenován po německém botanikovi Juliu Lallemantovi.

## Popis
Jednoleté nebo dvouleté byliny se vzpřímeným nebo poléhavým habitem, dorůstající výšek do 50 cm. Listy jsou jednoduché, vstřícné, zpravidla řapíkaté, vejčité nebo kopinaté, se zubatým nebo pilovitým okrajem. Květy jsou uspořádány v řídkých terminálních lichopřeslenech podepřených vejčitými či okrouhlými listeny, které jsou u některých druhů nápadně brvité. Koruna je typicky pyskatá, delší než kalich, barvy bílé, modré či fialové, tyčinky z ní nevyčnívají. Kvetou na jaře, opylovány jsou hmyzem. Plody jsou tvrdky, které ve vlhku slizovatí, ploidie 2n=14.

## Ekologie a rozšíření
Rod zahrnuje 5 druhů. Těžiště jeho areálu je v jihozápadní Asii (Turecko, Írán, Kavkaz), zahrnuje též Blízký východ a státy Střední Asie; největší areál má Lallemantia royleana, která zasahuje na jihu až po Saúdskou Arábii, na severu po západní Sibiř a na východě po provincii Sin-Ťiang v Číně. Vlivem pěstování se rozšířily i do dalších oblastí světa. Rostou na kamenitých stráních, úhorech, podél cest a na krajích polí, převážně na dobře drenážovaných půdách a v plném slunci.

## Využití
Stará kulturní rostlina, podle nálezů semen pěstovaná na Blízkém východě a v Řecku již v době bronzové. Hospodářský význam má především Lallemantia iberica, jejíž semena obsahují přes 30 % oleje široce využitelného v průmyslu na výrobu fermeží, nábytkářských laků, tiskařských barev, mýdel či linoleí. Vzhledem k obsahu aromatických esenciálních olejů se využívají též v potravinářství a lidovém léčitelství, čerstvé listy lze použít do salátů a vonných bylinkových směsí.

## Taxonomická poznámka
V rámci hluchavkovitých patří rod do podčeledi Nepetoideae, bohaté na množství aromatických a léčivých bylin, v ní dále do tribu Mentheae a subtribu Nepetineae. Nejblíže příbuznými rody jsou včelník (Dracocephalum) a yzop (Hyssopus). Lektotyp rodu doposud nebyl stanoven. V některým zdrojích bývá uváděn pod synonymem Zornia.

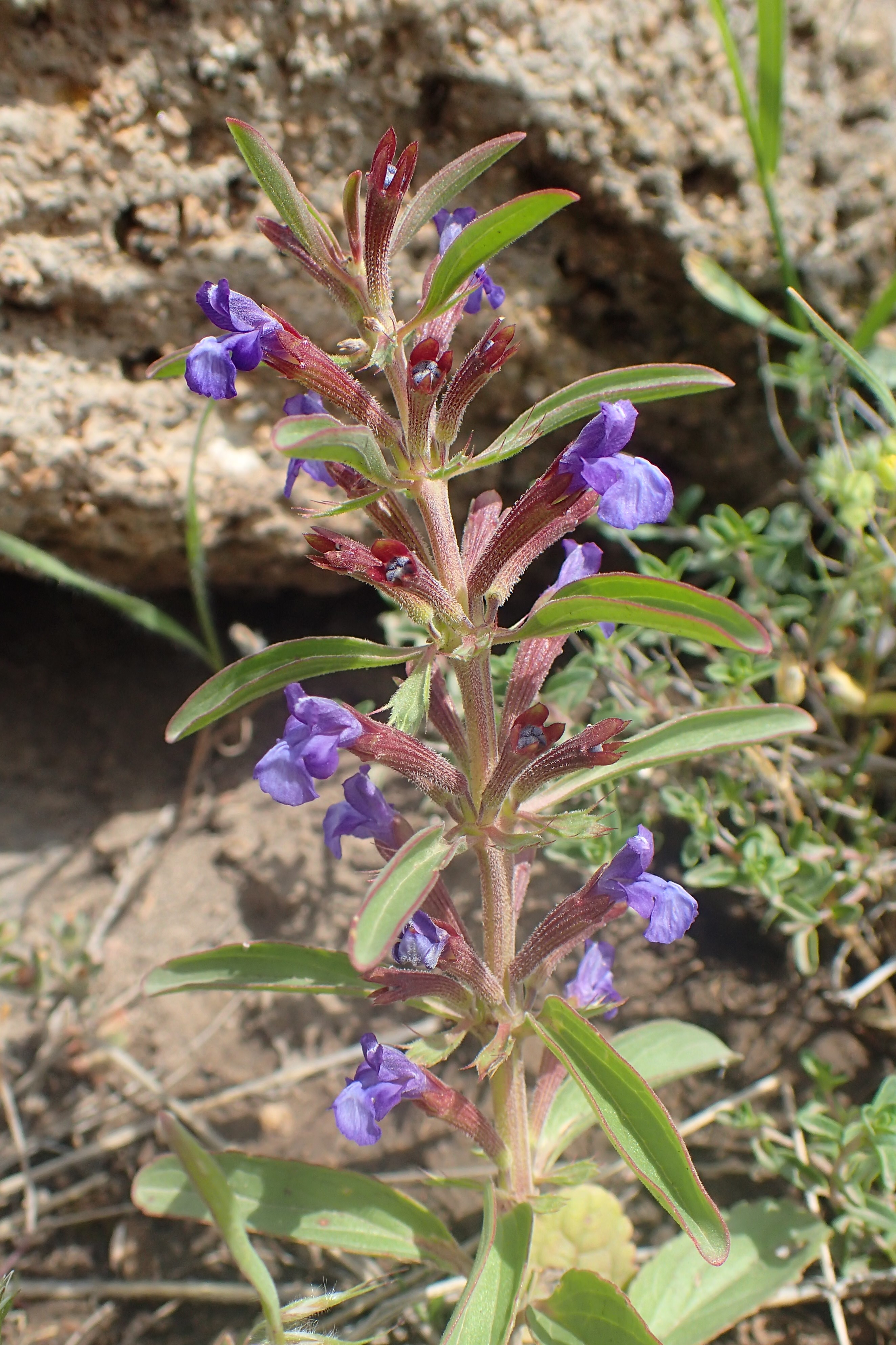
Lallemantia iberica
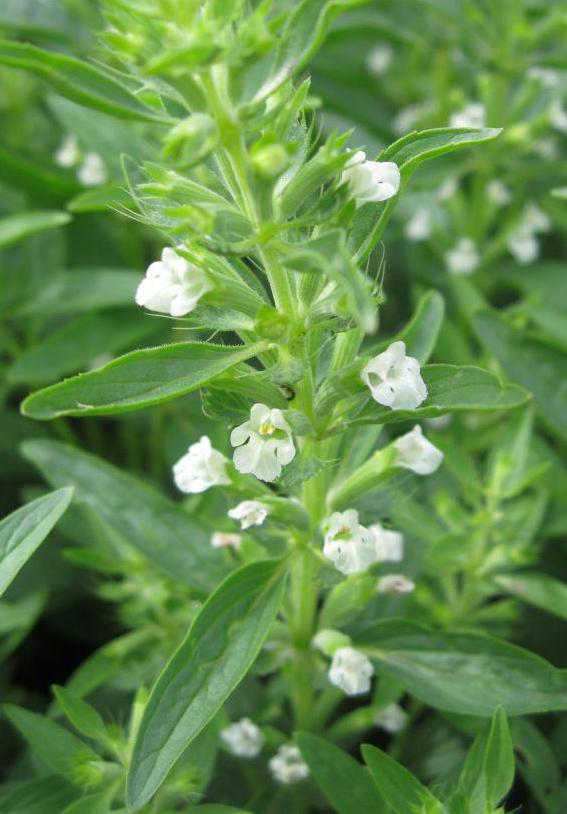
Lallemantia iberica, forma s bílými květy
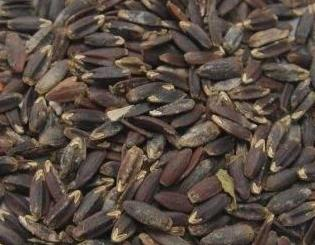
Semena olejničky